# Kai Rosenberg
Kai Rosenberg (15. april 1898 i København – 13. september 1977 i Kregme) var en dansk komponist. Han var søn af komponisten Vilhelm Rosenberg (1862-1944), fætter til maleren Ivar Rosenberg (1891-1924), og gift med skuespillerinden Karen Bodil Christiane  Wiberg.
Kai Rosenberg var engageret som teaterkapelmester i provinsen fra 1916, ved Scala 1926-27, ved Folketeatret 1927-31, Det ny Teater 1931-35, Nørrebros Teater 1935-37 og ved Dansk Skolescene fra 1931. Han grundlagde i 1934 et musikforlag.
Rosenberg blev kendt i offentligheden som fast komponist for dokumentarfilmsinstruktøen Theodor Christensen og instruktøren Ole Palsbo. I slutningen af 1930'erne blev han kendt for sin rolle i Danmarks Radio som som "Onkel Kai". Under det navn udgav han bogen Frøen der pustede sig op og andre børnesange.
Han skrev bl.a. musik til skuespillene Maria Grubbe (1929), Den leende Jomfru (1930), Hvem er jeg? (1932), Umba-Bumba (1935), Gulliver (1943) samt til balletten Till Eulenspiegel (opført i Tivoli i 1954). Han begyndte siden som filmkomponist i 1939 med dokumentarfilmen Iran, det nye Persien. Rosenberg komponerede bl.a. musik til Diskret Ophold (1946), Det gælder din Frihed (1946), Ta', hvad du vil ha' (1947), Kampen mod uretten (1949) og Familien Schmidt (1951).
Sammen med søsteren Kamma Laurents skrev han hørespilserien Ivar og Inger og melodien til Spørge Jørgen
Han skrev orkesterværker som Jeppe paa Bjerget, Færøsk Rapsodi, Grønlandske Stemninger, Sardinens Begravelse, Britisk Rapsodi samt en del revyviser, bl.a. Prinsevisen, samt kammermusik.
Han er begravet på Bispebjerg Kirkegård.